# Citharichthys mariajorisae
Citharichthys mariajorisae är en fiskart som beskrevs av Van der Heiden och Mussot-pérez, 1995. Citharichthys mariajorisae ingår i släktet Citharichthys och familjen Paralichthyidae. IUCN kategoriserar arten globalt som livskraftig. Inga underarter finns listade i Catalogue of Life.